# العلاقات البيروية التشيلية
العلاقات البيروفية التشيلية هي العلاقات الثنائية التي تجمع بين بيرو وتشيلي.

## مقارنة بين البلدين
هذه مقارنة عامة ومرجعية للدولتين:
| وجه المقارنة                                              | بيرو                                   | تشيلي                         |
| --------------------------------------------------------- | -------------------------------------- | ----------------------------- |
| المساحة (كم2)                                             | 1.29 مليون                             | 756.10 ألف                    |
| عدد السكان (نسمة)                                         | 32.16 مليون                            | 17.37 مليون                   |
| الكثافة السكانية (ن./كم²)                                 | 24.93                                  | 22.97                         |
| العاصمة                                                   | ليما                                   | سانتياغو                      |
| اللغة الرسمية                                             | اللغة الإسبانية، اللغة الأيمرية، كتشوا | اللغة الإسبانية               |
| العملة                                                    | سول بيروفي جديد                        | بيزو تشيلي، وحدة حساب تشيلية ‏ |
| الناتج المحلي الإجمالي (بليون دولار)                      | 211.39 مليار                           | 277.08 مليار                  |
| الناتج المحلي الإجمالي (تعادل القوة الشرائية) بليون دولار | 393.13 مليار                           | 419.39 مليار                  |
| الناتج المحلي الإجمالي الاسمي للفرد دولار أمريكي          | 6.03 ألف                               | 13.42 ألف                     |
| الناتج المحلي الإجمالي للفرد دولار أمريكي                 | 11.99 ألف                              | 22.07 ألف                     |
| مؤشر التنمية البشرية                                      | 0.740                                  | 0.832                         |
| رمز المكالمات الدولي                                      | +51                                    | +56                           |
| رمز الإنترنت                                              | .pe                                    | .cl                           |
| المنطقة الزمنية                                           | توقيت بيرو، 00                         | 00، 00، 00، 00                |

## مدن متوأمة
في ما يلي قائمة باتفاقيات التوأمة بين مدن بيروفية وتشيلية:
- ترتبط أريكيبا مع أريكا باتفاقية توأمة.
- ترتبط تاكنا مع أريكا باتفاقية توأمة.
- ترتبط كاياو مع فالبارايسو باتفاقية توأمة منذ 7 فبراير 1997.

## منظمات دولية مشتركة
يشترك البلدان في عضوية مجموعة من المنظمات الدولية، منها:
| علم المنظمة | اسم المنظمة                                                          | تاريخ انضمام بيرو | تاريخ انضمام تشيلي |
| ----------- | -------------------------------------------------------------------- | ----------------- | ------------------ |
|             | وكالة ضمان الاستثمار متعدد الأطراف                                   | 2 ديسمبر 1991     | 12 أبريل 1988      |
|             | منظمة الشرطة الجنائية الدولية                                        | ?                 | ?                  |
|             | منتدى التعاون الاقتصادي لدول آسيا والمحيط الهادئ                     | 14 نوفمبر 1998    | 11 نوفمبر 1994     |
|             | منظمة حظر الأسلحة الكيميائية                                         | ?                 | ?                  |
|             | منظمة التجارة العالمية                                               | ?                 | ?                  |
|             | الفريق المعني برصد الأرض                                             | ?                 | ?                  |
|             | البنك الدولي للإنشاء والتعمير                                        | 31 ديسمبر 1945    | 31 ديسمبر 1945     |
|             | الأمم المتحدة                                                        | 31 أكتوبر 1945    | 24 أكتوبر 1945     |
|             | مؤسسة التمويل الدولية                                                | 20 يوليو 1956     | 15 أبريل 1957      |
|             | يونسكو                                                               | 21 نوفمبر 1946    | 7 يوليو 1953       |
|             | مؤسسة التنمية الدولية                                                | 30 أغسطس 1961     | 30 ديسمبر 1960     |
|             | اتحاد دول أمريكا الجنوبية                                            | ?                 | ?                  |
|             | وكالة حظر الأسلحة النووية في أمريكا اللاتينية ومنطقة البحر الكاريبي ‏ | ?                 | ?                  |
|             | الاتحاد الدولي للاتصالات                                             | 12 يوليو 1915     | 1908               |
|             | مجموعة دول الأنديز                                                   | ?                 | ?                  |
|             | الاتحاد البريدي العالمي                                              | ?                 | ?                  |
|             | المنظمة الهيدروغرافية الدولية                                        | ?                 | ?                  |
|             | المركز الدولي لتسوية المنازعات الاستشارية                            | 8 سبتمبر 1993     | 24 أكتوبر 1991     |

## وصلات خارجية
- موقع وزارة الخارجية البيروفية
- موقع وزارة الخارجية التشيلية